# Hemithea alboundulata
Hemithea alboundulata är en fjärilsart som beskrevs av Hedemann 1879. Hemithea alboundulata ingår i släktet Hemithea och familjen mätare. Inga underarter finns listade i Catalogue of Life.